# Aristodemos (Heraklide)
Aristodemos (griechisch Ἀριστόδημος Aristódēmos) ist in der griechischen Mythologie ein Ururenkel des Herakles und einer der drei Heraklidenbrüder (die beiden anderen waren Kresphontes und Temenos, der Vater hieß Aristomachos), die das bei der Dorischen Wanderung eroberte Land (vor allem Lakonien, Messenien, Argolis, Korinth und Megaris) unter sich aufteilten.
Das von Hyllos befragte Orakel von Delphi riet ihm, zur Eroberung des Peloponnes auf „die dritte Frucht“ zu warten, und dann die Halbinsel durch „einen Hohlweg über See“ zu betreten. Nach dem vierten erfolglosen Versuch beklagten sich Temenos, Kresphontes und Aristodemos beim Orakel, dass ihre Anweisungen sich als unheilbringend erwiesen hätten, und erhielten die Antwort, dass mit der „dritten Frucht“ die „dritte Generation“ gemeint gewesen sei, und dass der „Hohlweg“ nicht der Isthmus von Korinth sei, sondern die Straße von Rhion. Dementsprechend bauten sie eine Flotte in Naupaktos, die aber, bevor sie auslaufen konnten, von Apollon durch einen Blitz zerstört wurde, durch den auch Aristodemos starb (oder er wurde von einem Pfeil Apollons getötet), weil einer der Herakliden einen akarnanischen Wahrsager erschlagen hatte. Nach der Landnahme wurde die Landschaft Lakonien an Prokles und Eurysthenes gegeben, die Zwillingssöhne des Aristodemos. Ihre Nachkommen regierten in Lakonien (Sparta) bis 221 v. Chr.